# Asplenium currorii
Asplenium currorii är en svartbräkenväxtart som beskrevs av William Jackson Hooker. Asplenium currorii ingår i släktet Asplenium och familjen Aspleniaceae. Inga underarter finns listade.